# Jimmy Mohamed
Pour les articles homonymes, voir Mohamed.
Jimmy Mohamed est un médecin, chroniqueur et animateur de télévision français né le 23 juillet 1987 à Courbevoie.

## Biographie

### Enfance et formation
Jimmy Mohamed naît à Courbevoie et passe son enfance dans le XXe arrondissement de Paris.

### Carrière

#### En tant que médecin
Entre 2006 et 2015, il suit des études de médecine à l’université Paris Diderot. Il soutient une thèse sur les Complications graves de la constipation chez le patient psychiatrique.
Il obtient son doctorat en novembre 2013 et devient médecin généraliste. Il décide alors en parallèle de son activité d’être chargé de la supervision médicale d’événements pour l’International Service Medical Assistance.
Il intègre de 2011 à 2015, l’Assistance Publique – Hôpitaux de Paris comme médecin spécialisé[En quoi ?].
Le 20 février 2019, il publie son premier ouvrage intitulé En attendant le docteur aux éditions Flammarion.
En 2023, il publie son livre Zéro contraintes pour maigrir où il explique l'importance d'avoir une alimentation équilibrée,,,,,.
En 2024, il publie une liste de produits régionaux français présentés au Salon de l'Agriculture qu'il déclare bons pour la santé.

#### En tant que chroniqueur
Il est d’abord chroniqueur radio sur RMC pour Info Talk Sport entre 2015 et 2016 et il est chroniqueur dans l’émission Les Grandes Gueules.
En août 2018, il rejoint l'émission Balance ton post ! sur C8 dont il participe aux saisons 1 et 2 .
En 2020, il intègre l'équipe de La Quotidienne.
En 2021, il quitte Europe 1 pour rejoindre le magazine de la santé sur France 5. Il anime une émission de santé sur France Bleu « Bonjour Docteur » durant la saison 2021/2022. 
Il intervient en 2023 dans l'émission Quelle époque ! de Léa Salamé et Tous en cuisine de Cyril Lignac. La même année, il rejoint la chronique Ça va beaucoup mieux de RTL,, et co-anime avec Flavie Flament une émission hebdomadaire santé. Il participe aussi en 2023 au jeu télévisé Fort Boyard.
En 2023, il décide de se retirer des réseaux sociaux après avoir reçu des menaces de mort,.
Il présente aussi Le Magazine de la santé depuis 2023 sur France 5,, après avoir été chroniqueur dans l'émission.
Dans ses chroniques, il présente différentes avancées médicales,. Il divulgue aussi des conseils nutritionnels,, et sur l'hygiène de vie plus généralement. Il partage aussi ces conseils sur les réseaux sociaux.

### Vie privée
Il est marié avec une sage-femme depuis le début des années 2010 et a trois fils,,.

## Prises de positions

### Covid-19
Il publie en juillet 2020 avec le Dr Antoine Pelissolo une tribune dans Le Parisien pour demander de rendre obligatoire le port du masque dans les lieux publics.

### Accueil des migrants
Pendant l'affaire de l'Aquarius, il se déclare en faveur de l'accueil des migrants.

## Publications
- Jimmy Mohamed, Zéro contrainte pour maigrir: surtout, ne faites pas de régime !, Flammarion, 2023 (ISBN 978-2-08-041150-1)
- Jimmy Mohamed, Zéro contrainte: surtout, ne changez rien !, J'ai lu, coll. « J'ai lu », 2023 (ISBN 978-2-290-38008-6)
- Jimmy Mohamed, En attendant le docteur: toutes les réponses pour les parents qui s'inquiètent, J'ai lu, coll. « J'ai lu », 2020 (ISBN 978-2-290-21329-2)